# Metopozaur

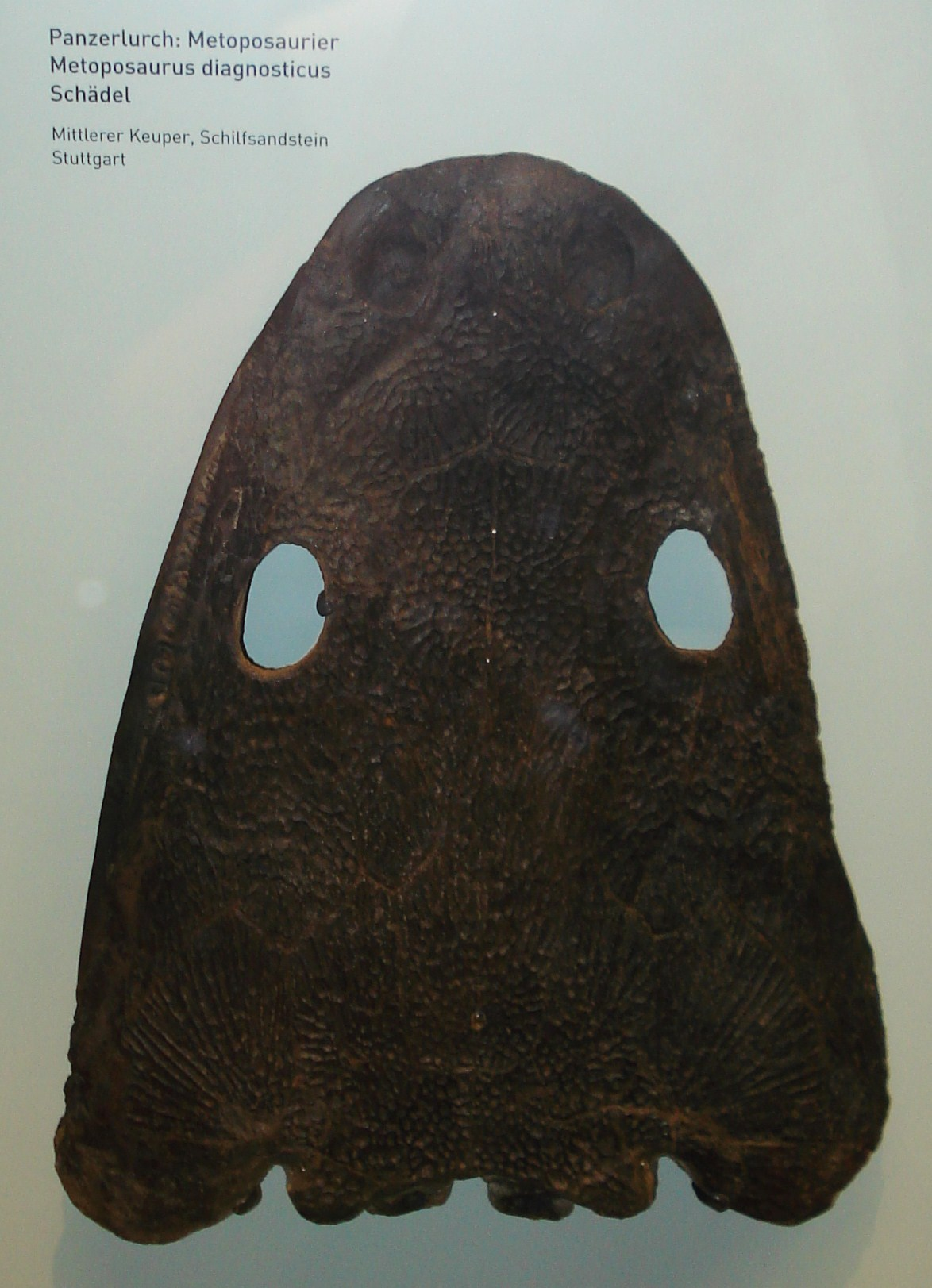
Metoposaurus diagnosticus czaszka w widoku z góry

Metopozaur (Metoposaurus) - duży wymarły płaz z rzędu labiryntodontów z triasu.
Metopozaury występowały na początku późnego triasu na terenie dzisiejszej środkowej Europy. Wielkość ciała dochodziła do 3 m, z tego około 25% stanowiła masywna czaszka. Charakterystyczne dla tych płazów jest dobre wykształcenie linii bocznej. Szkielety metopozaurów znajdywane są w Niemczech oraz w Polsce, gdzie stanowisko paleontologiczne Krasiejów dostarczyło najliczniejszego i najbardziej kompletnego materiału. Szereg znalezisk z USA i Indii opisanych początkowo jako gatunki z rodzaju Metoposaurus zaliczono później do innych, choć blisko spokrewnionych, rodzajów. 
Był zwierzęciem drapieżnym, zamieszkującym wody słodkie – jeziora, starorzecza rzek, potencjalnie również wolnopłynące rzeki , polującym na ryby. Polował głównie z zasadzki, przy dnie. 